# Vestiaire

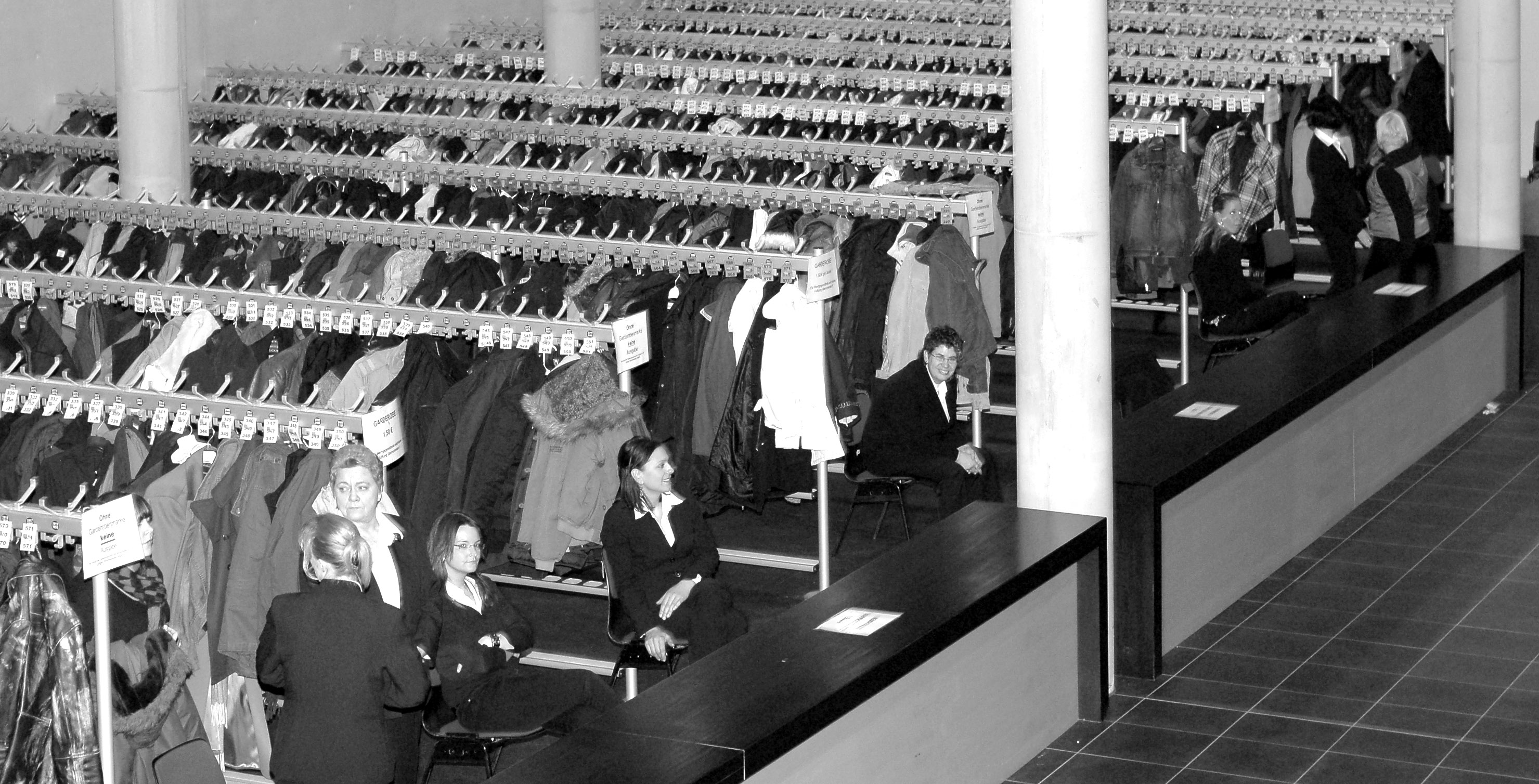
Un vestiaire institutionnel à Hanns-Martin-Schleyer-Halle en Allemagne (2008).

Un vestiaire est un lieu où sont déposés les manteaux, les chapeaux, les parapluies, etc.,. Il fait souvent partie d'un immeuble d'une taille conséquente (par exemple, gymnases, écoles, églises et centres de congrès). S'il est d'une taille appréciable, il peut servir de lieu pour changer de vêtements avant de s'adonner à une autre activité,. Il est ainsi régulièrement utilisé dans le milieu de l'industrie et des autres activités salissantes, telles que la restauration. En France, un vestiaire intégré dans le milieu professionnel doit par ailleurs suivre plusieurs réglementations indiquées dans le code du travail.

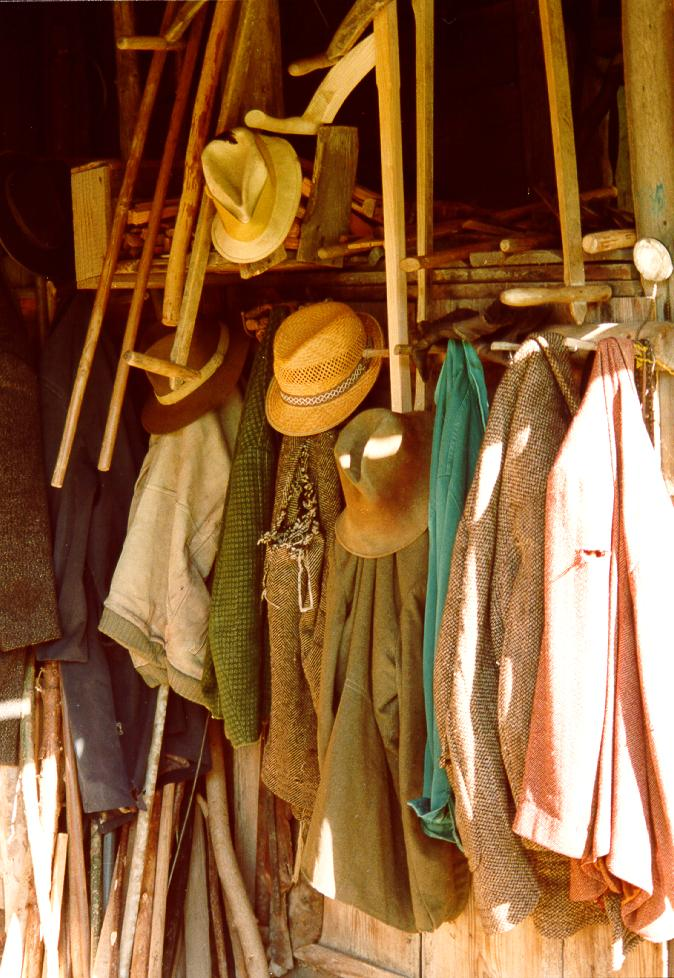
Objets pouvant se retrouver dans un vestiaire.